# Kitigan Zibi Anishinabeg
Kitigan Zibi Anishinabeg est une Première Nation algonquine de langue ojibwée au Québec au Canada. Elle est basée à Maniwaki en Outaouais et possède la réserve indienne de Kitigan Zibi sur les rives de la rivière Gatineau. En 2016, la bande a une population inscrite de 3 237 membres. Elle est gouvernée par un conseil de bande et est affiliée au conseil tribal de la Nation algonquine Anishinabeg.

## Démographie
Les membres de Kitigan Zibi Anishinabeg sont des Algonquins, également appelés Anishinabeg. En novembre 2016, la bande avait une population inscrite totale de 3 237 membres dont 1 620 vivaient hors réserve. Selon le recensement de 2011 de Statistiques Canada, l'âge médian de la population est de 31 ans.

### Démolinguistique
Selon le recensement de 2011 de Statistiques Canada, sur une population totale de 1 395 personnes, 36,2 % de la population connaissent une langue autochtone. Plus précisément, 25,4 % ont une langue autochtone encore parlée et comprise en tant que langue maternelle et 21,1 % parlent une langue autochtone à la maison. En ce qui a trait aux langues officielles, 43 % de la population connaissent les deux, 54,8 % connaissent seulement l'anglais et 2,1 % connaissent seulement le français.

## Langues
L'algonquin parlé à Kitigan Zibi correspond en réalité à une variante de l'ojibwa de l'est,,

## Géographie

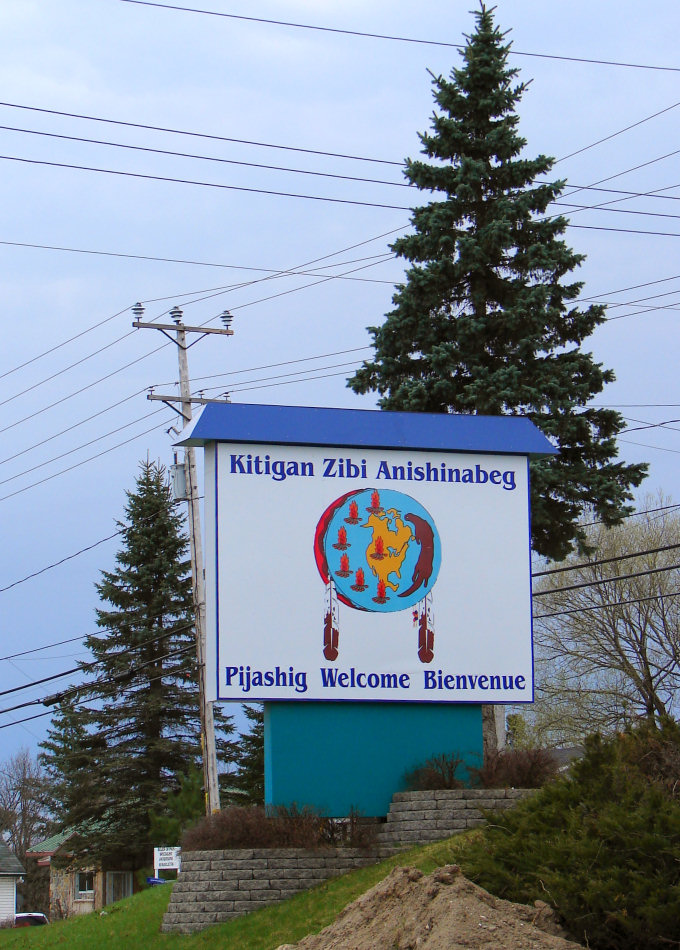
Enseigne de bienvenue de la réserve indienne de Kitigan Zibi en 2010

Le conseil de bande de Kitigan Zibi Anishinabeg est basé à Maniwaki en Outaouais au Québec. La bande possède une réserve indienne, Kitigan Zibi, située sur les rives de la rivière Gatineau et limitrophe de la ville de Maniwaki. Celle-ci couvre une superficie de 18 437,9 hectares.

## Gouvernement

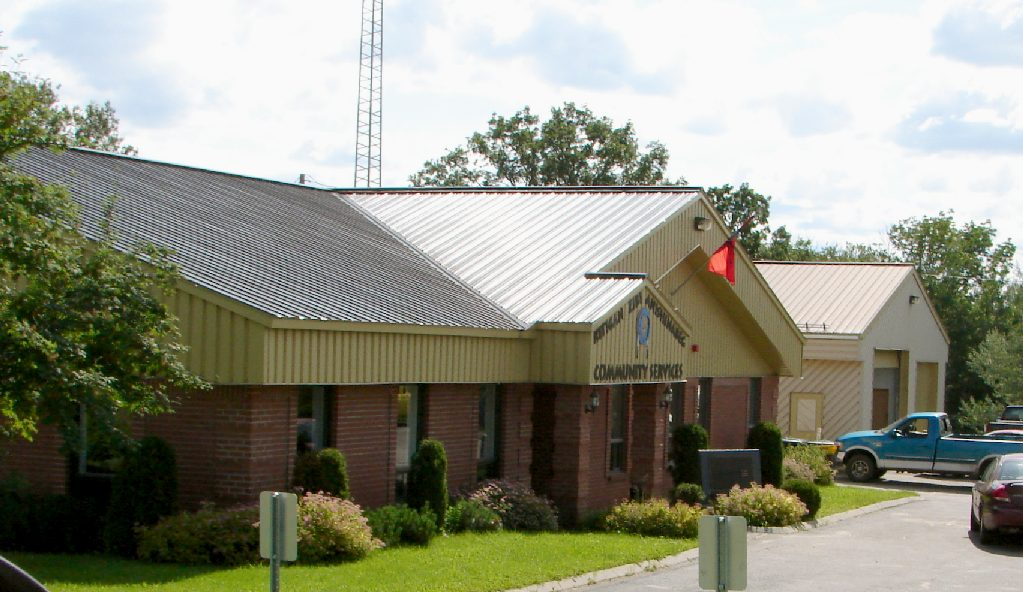
Édifice des services communautaires sur la réserve indienne de Kitigan Zibi en 2009

Kitigan Zibi Anishinabeg est gouvernée par un conseil de bande élu  selon un système d'élection basé sur la section 11 de la Loi sur les indiens. Pour le mandat de 2016 à 2018, ce conseil est composé du chef Jean-Guy Whiteduck et de six conseillers. La bande fait partie du conseil tribal de la Nation algonquine Anishinabeg.